# Всемирная боксёрская федерация
Всемирная боксёрская федерация (ВБФ, WBF) — седьмая по значимости профессиональная боксёрская организация. Была создана в США в 1988 году. Всемирная боксерская федерация (WBF), ориентированная на страны Латинской Америки, которые не попали в поле зрения главных боксёрских организаций. В первоначальном виде существовала до 2004 года. Воссоздана в 2009 году. Возглавляется Говардом Голдбергом. Издает свои собственные рейтинги, включая боксёра года. Титулы WBF часто являются ступенькой для бойцов, которые претендуют на более престижные титулы.
Чемпионами мира по его версии в тяжёлом весе были: Эвандер Холифилд, Франсуа Бота, Майкл Грант, Рой Джонс-младший, Антонио Тарвер.